# Patinadores em Longchamp
Patinadores em Longchamp  (francês: Les Patineurs à Longchamp) é uma pintura a óleo sobre tela do pintor impressionista francês Pierre-Auguste Renoir data de 1868. A pintura ilustra uma paisagem com neve no Bosque de Bolonha com vários parisienses, novos e velhos, a passar o tempo num lago gelado.